# Туркевич Сабіна Іванівна
Сабі́на Іва́нівна Турке́вич (23 серпня 1912 , Нагірянка, Чортківський повіт, Королівство Галичини та Володимирії, Австро-Угорщина  — 30 грудня 1983 , Тернопіль, Тернопільська область, Українська РСР, СРСР ) — українська радянська діячка, заступник голови Чортківського райвиконкому та Тернопільського міськвиконкому, директор Тернопільської швейної фабрики. Депутат Верховної Ради УРСР 1-го скликання (1940—1947) від Тернопольської області.

## Біографія
Народилася 23 серпня 1912 року в родині бідного селянина Івана Синовецького в селі Нагірянка, тепер Чортківського району Тернопільської області. Закінчила сім класів Чортківської народної школи (за іншими даними — учительської семінарії) Тернопільського воєводства.
З шістнадцятирічного віку працювала робітницею тютюнової фабрики села Ягільниці Чорківського району. З юних років брала участь в підпільній революційній діяльності, за що її кілька (за даними газети «Вільне життя»  — 27) разів звільняли з роботи.
У жовтні 1939 року була обрана депутатом Народних зборів Західної України.
24 березня 1940 року обрана депутатом Верховної Ради УРСР 1-го скликання по Чортковському виборчому округу № 382 Тарнопольської області.
З осені 1939 по липень 1941 року — член Комісії з націоналізації підприємств, приватної торгівлі, а також поміщицьких земель Тимчасового управління Чортківського повіту; інструктор, завідувач відділу соціального забезпечення виконавчого комітету Чортківської районної ради депутатів трудящих Тарнопольської області.
Під час німецько-радянської війни була евакуйована до Чкаловської області РРФСР.
Член ВКП(б) з 1943 року.
З 1944 року — заступник голови виконавчого комітету Чортківської районної ради депутатів трудящих Тернопільської області; інструктор Тернопільського обласного комітету КП(б)У по роботі серед жінок; заступник голови виконавчого комітету Тернопільської міської ради депутатів трудящих; директор Тернопільської швейної фабрики.
Померла 30 грудня 1983 року в Тернополі.

## Нагороди
- орден Леніна
- орден Жовтневої Революції
- медалі
- Почесна грамота Президії Верховної Ради Української РСР (6.11.1964)